# Neupetershain
Neupetershain (em baixo sorábio: Nowe Wiki) é um município da Alemanha, situado no distrito de Oberspreewald-Lausitz, no estado de Brandemburgo. Tem 18,71 km² de área, e sua população em 2019 foi estimada em 1.196 habitantes.